# Java-Mensch

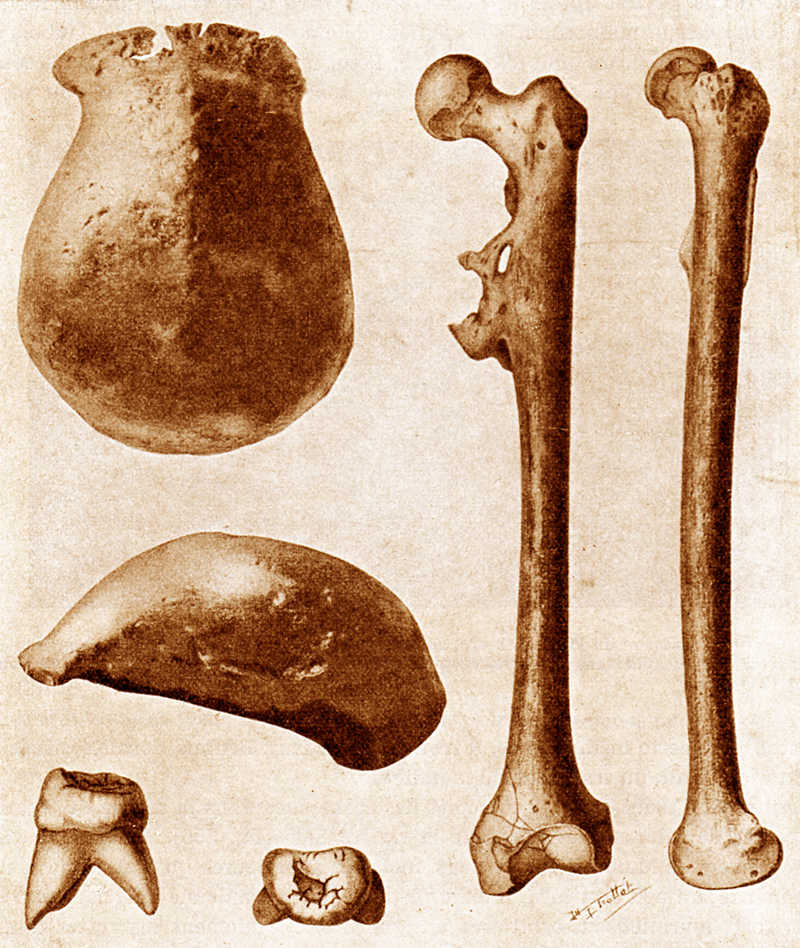
Die Funde von Eugène Dubois: Schädeldach (Trinil 2), Molar (Trinil 1) und Oberschenkelknochen (Trinil 3)

Als Java-Mensch werden Fossilien bezeichnet, die erstmals 1891 von Eugène Dubois am Ufer des Solo-Flusses (auch: Bengawan Solo) bei Trinil in Ost-Java entdeckt wurden. Nach heutigem Kenntnisstand wird ihnen ein Alter von rund einer Million Jahre zugeschrieben.
Es waren die ersten Fossilien von Hominini, die außerhalb Europas entdeckt wurden und nach den Neandertalern die zweiten Belege für fossile Verwandte des anatomisch modernen Menschen (Homo sapiens). Die Funde aus Java wurden zunächst als Anthropopithecus bezeichnet und später als Pithecanthropus erectus. Heute werden sie von den meisten Paläoanthropologen der Art Homo erectus zugeordnet, wobei ihre Herkunft gelegentlich – wie 1940 von Franz Weidenreich angeregt – durch den Zusatz eines Unterart-Epithetons betont wird: Homo erectus javanensis. Als enger zeitlicher Verwandter gilt der Peking-Mensch, der entsprechend gelegentlich als Homo erectus pekinensis bezeichnet wird.

## Datierung
Schon bald nach Entdeckung der homininen Fossilien war sich Eugène Dubois – nicht zuletzt aufgrund des geringen Schädel-Innenvolumens von rund 950 cm³ – darüber im Klaren, dass es sich um sehr alte Funde handelte, denn „sie waren Teil einer fossilen Fauna, zu der nicht nur zahlreiche Arten, sondern auch viele Gattungen heute ausgestorbener Tiere gehörten.“ Die genaue Datierung der Funde erwies sich hingegen als schwierig, und noch in jüngster Zeit erfuhr ihre zeitliche Einordnung durch zusätzliche Funde, Untersuchungen und Erkenntnisse wiederholt Aktualisierungen.
Die auf Java entdeckten Fossilien stammen vermutlich aus zwei Epochen: Als 1,66 bis 0,9 Millionen Jahre alt gelten die Fossilien von den Fundorten Sangiran und Trinil, wobei ihnen häufig auch eine Altersuntergrenze von 700.000 Jahren zugeschrieben und im Jahr 2020 eine mögliche Obergrenze von 1,3 Mio. Jahren publiziert wurde; die Fossilien vom Fundort Solo (alternativ: Ngandong), die auch als „Homo soloensis“ bezeichnet werden, sind deutlich jünger. Ob auch deren Zuordnung zu Homo erectus korrekt war, wurde 1997 aber angezweifelt, da die Fundstelle von Homo soloensis als Folge von Bodenumlagerungen nicht sicher datiert werden könne und möglicherweise zum Teil nur 27.000 Jahre alt ist. Im Jahr 2011 ergab dann jedoch eine 40Ar-39Ar-Datierung eine untere Altersgrenze von 143.000 ± 20.000 Jahren und eine obere von 546.000 ± 12.000 Jahren.

## Fundgeschichte

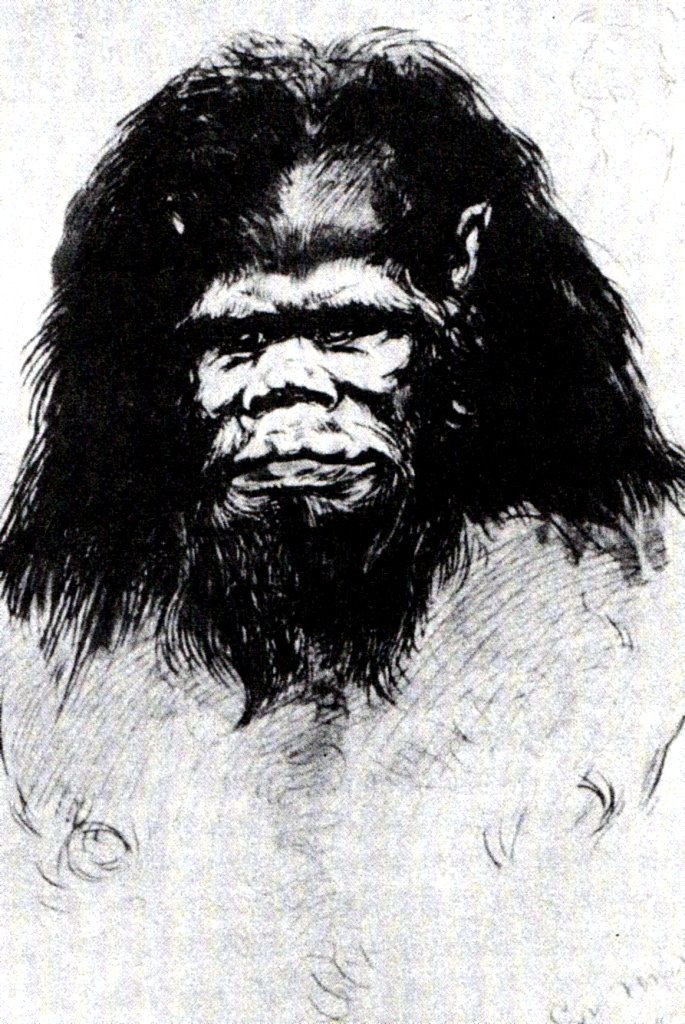
Gabriel von Max: Versuch einer bildhaften Darstellung des Urmenschen Pithecanthropus alalus (spätes 19. Jahrhundert), Vorstudie zu einem Ölgemälde

1871 hatte Charles Darwin in seinem Werk Die Abstammung des Menschen und die geschlechtliche Zuchtwahl vermutet, der Mensch habe sich in Afrika entwickelt, da seine nächsten Verwandten – Schimpansen und Gorillas – dort beheimatet sind. Im Gegensatz zu Darwin hatte Ernst Haeckel drei Jahre zuvor (1868) in seiner  Natürlichen Schöpfungsgeschichte die Ansicht vertreten, dass „die meisten Anzeichen auf das südliche Asien“ hindeuteten. Haeckel stützte seine Mutmaßung vor allem auf den Vergleich von Behaarung, Hautfarbe und Schädelform der damals als primitiv geltenden, heute als indigen bezeichneten Völker Afrikas und Asiens mit den Menschenaffen. Haeckel räumte jedoch zugleich ein: „Vielleicht war aber auch das östliche Afrika der Ort, an welchem zuerst die Entstehung des Urmenschen aus den menschenähnlichen Affen erfolgte; vielleicht auch ein jetzt unter den Spiegel des indischen Oceans versunkener Kontinent, welcher sich im Süden des jetzigen Asiens einerseits östlich bis nach den Sundainseln, andrerseits westlich bis nach Madagaskar und Afrika erstreckte.“ Den hypothetischen Urmenschen nannte Haeckel „Homo primigenius („ursprünglicher Mensch“) oder Pithecanthropus primigenius“ („ursprünglicher Affenmensch“), wobei er einen gleitenden Übergang von hypothetischen „Affenmenschen (Pithecanthropi)“ zu sprachlosen „Urmenschen (Alali)“ vermutete.
Die Bezeichnung Pithecanthropus ist abgeleitet von altgriechisch πίθηκος píthēkos („Affe“) und ἄνθρωπος ánthrōpos („Mensch“). Die Pluralbildung „Alali“ und das zugehörige Epitheton alalus ist abgeleitet von griechisch ἄλαλος álalos („sprachlos, stumm“).
Haeckels Hypothese, die Sunda-Inseln seien der Rest eines versunkenen Kontinents, auf dem sich vorzeitliche Menschenaffen zu den Vorfahren des Menschen und der anderen jetztzeitlichen Menschenaffen entwickelten, faszinierte den jungen holländischen Militärarzt Eugène Dubois derart, dass er sich 1877 nach Sumatra versetzen ließ, um im Gebiet des malaiischen Archipels nach Fossilien zu suchen. In seinem Buch Die Frühzeit des Menschen beschreibt Friedemann Schrenk Dubois’ Vorgehensweise wie folgt: „Besessen von seiner Idee, begann er an einer Stelle in Java zu graben, die nach heutigen Vorstellungen als völlig aussichtslos gelten würde. Er grub in einem Gebiet, wo im Umkreis von Tausenden von Kilometern noch nie zuvor auch nur die kleinste Andeutung von Resten eines Urmenschen gefunden wurde – und er grub auf den Zentimeter genau an der richtigen Stelle.“ Dubois kannte allerdings Hinweise von Bauern, die dort Tierfossilien gefunden hatten und durfte für seine Grabungen Gefangene einsetzen, die von Korporalen der Armee bewacht wurden.
Dubois’ Grabungshelfer entdeckten 1891 zunächst einen Backenzahn (dessen Zuordnung zur Gattung Homo heute als unsicher gilt) und einige Wochen später das Fragment eines Schädeldachs (Sammlungsnummer Trinil 2) sowie im folgenden Jahr einen vollständig erhaltenen Oberschenkelknochen (dessen Zuordnung zu Homo erectus heute als unsicher gilt). Hatte Dubois seine beiden ersten Funde noch als Vorfahren der afrikanischen nicht-homininen Menschenaffen interpretiert und daher der Gattung Anthropopithecus zugeordnet, war er nach dem Fund des Oberschenkelknochens überzeugt davon, dass dieser fossile „Menschenaffe“ bereits aufrecht gehen konnte. Daraufhin verwendete Dubois in seinem Arbeitsbericht für das 3. Quartal 1892, in dem er unter anderem den Oberschenkelknochen genau beschrieb – beiläufig und ohne formelle Diagnose – für Schädeldach, Zahn und Beinknochen die Bezeichnung Anthropopithecus erectus Eug. Dubois („aufrecht gehender Menschenaffe“). Dieser Quartalsbericht, der erst 1893 veröffentlicht wurde, gilt daher als Erstbeschreibung einer neuen Art.
1894 war Dubois dann überzeugt, den von Haeckel vorhergesagten Urmenschen gefunden zu haben, so dass er seine Fossilfunde von da an als Pithecanthropus erectus („aufrecht gehender Affenmensch“) bezeichnete.
1891 zwar bereits erwähnt, aber erst 1924 von Dubois fachlich beschrieben, gehört auch ein kleines Fragment eines rechten Unterkiefers mit Wurzeln und Kronenbasis des Prämolars P3 zu den frühen Homo-Funden aus Java (benannt nach einem Dorf unweit des Fundortes als Kedung Brubus 1), den Dubois bereits am 24. November 1890 rund 35 Kilometer südöstlich von Trinil geborgen hatte. Das schlecht erhaltene Fossil war folglich das erste auf Java entdeckte hominine Fossil, wurde jedoch von Dubois erst nachträglich Pithecanthropus erectus zugeordnet.

## Endgültige Namensgebung

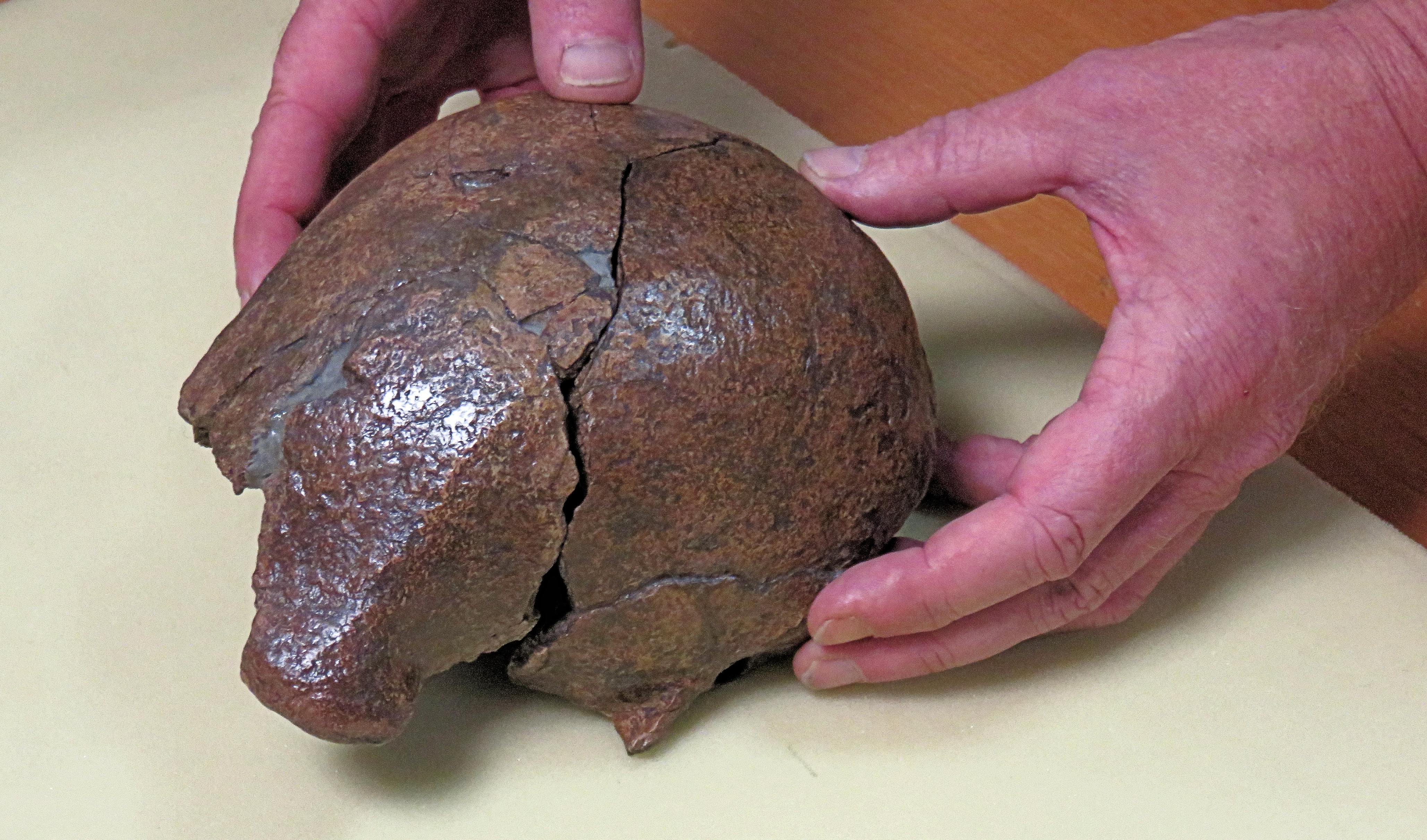
Schädeldach „Sangiran II“ (Homo erectus, Original, 1,5 mya), Sammlung Koenigswald im Naturmuseum Senckenberg. Man beachte den Überaugenwulst über dem linken Auge.

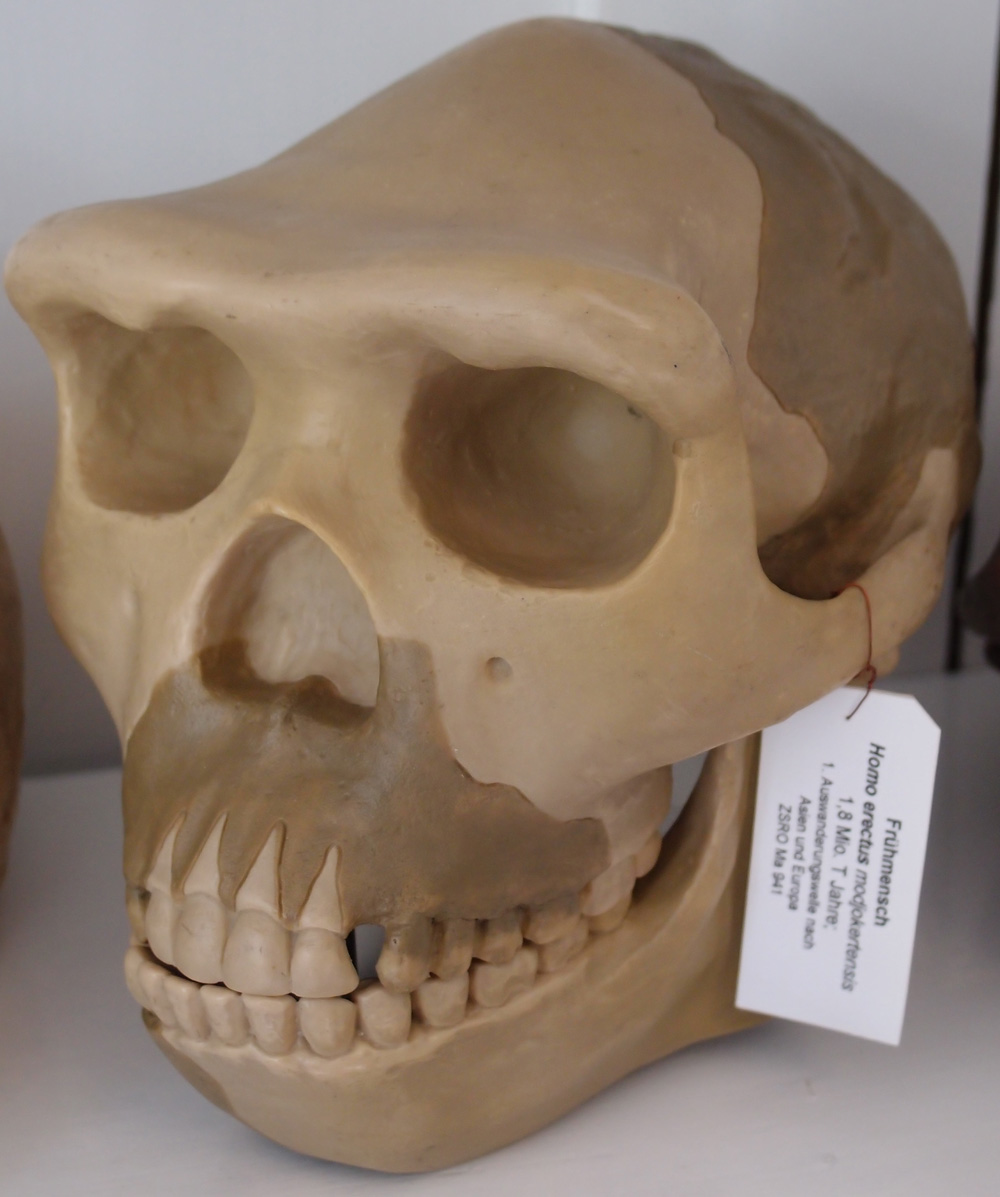
Rekonstruktion eines Schädels (Zoologische Sammlung Rostock)

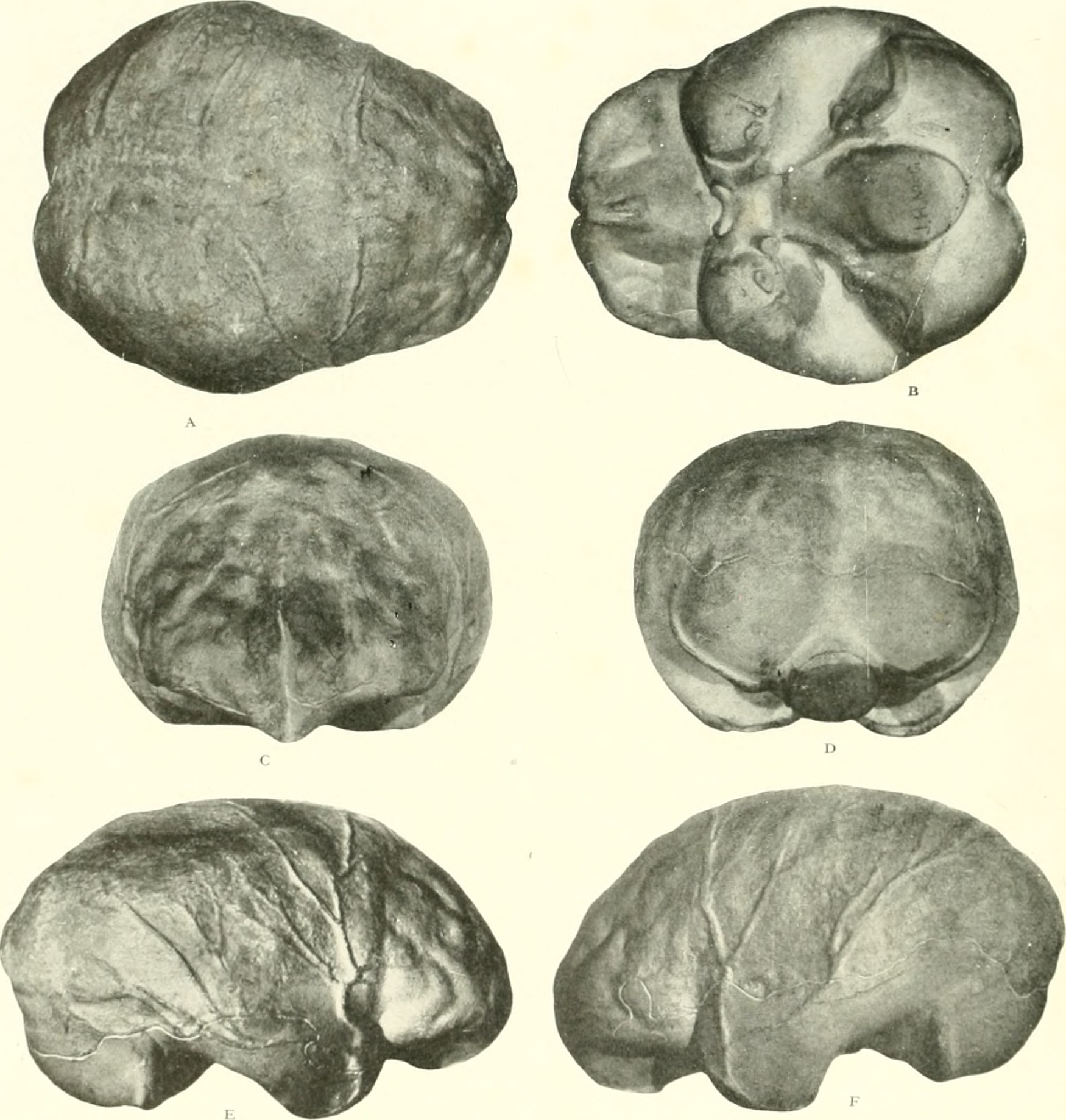
Rekonstruktion des Gehirns mit Hilfe paläoneurologischer Methoden

Dubois’ Deutung blieb lange Zeit umstritten. Der deutsche Anatom Hans Virchow schrieb die Funde von Java beispielsweise einem fossilen Riesen-Gibbon zu. Dies begann sich erst zu ändern, nachdem in den 1920er-Jahren die Peking-Menschen entdeckt worden waren. Zudem wurden Anfang der 1930er-Jahre in der Nachbarschaft von Trinil weitere Fossilien geborgen: 1931 hatten Gustav Heinrich Ralph von Koenigswald und Carel ter Haar bei Ngandong mehrere Schädelfragmente entdeckt, die von dem niederländischen Forscher Willem Oppennoorth als Homo soloensis benannt wurden; 1936 erklärte von Koenigswald die fossile Schädeldecke eines Kindes zum Holotypus der neuen Art Homo modjokertensis (benannt nach der Stadt Mojokerto); das 1937 in 33 Fragmenten entdeckte Schädeldach Sangiran II (siehe Abbildung) ordnete von Königswald der Art Pithecanthropus erectus zu, „da es völlig mit Ihrem Fund von Trinil übereinstimmt“, wie er in einem Brief an Dubois schrieb; Franz Weidenreich wies später weiteren Funden aus der gleichen Region (u. a. bei Sangiran) die Bezeichnungen Pithecanthropus robustus und Pithecanthropus dubios zu.
1950 ordnete von Königswald seinen Fund Sangiran IV nicht mehr als Homo modjokertensis, sondern als Homo erectus modjokertensis ein. Im gleichen Jahr schlug zudem Ernst Mayr während des Cold Spring Harbor Symposium on Quantitative Biology vor, die insgesamt bis dahin noch immer sehr wenigen Funde einheitlich der Gattung Homo zuzuweisen. Dies wurde von den dort versammelten, weltweit führenden Paläoanthropologen aufgegriffen, mit der Folge, dass nur das zuletzt von Eugène Dubois verwendete Art-Epitheton erectus beibehalten wurde und bis in die Gegenwart in der Bezeichnung Homo erectus erhalten blieb. Dubois Fund Trinil 2 wurde so zum Typusexemplar von Homo erectus. Aus diesem Umstand begründet sich auch das gelegentlich zur Abgrenzung verwandter Formen wie dem Peking-Mensch (Homo erectus pekinensis) verwendete Unterart-Epitheton Homo erectus erectus (anstelle vom synonymen Homo erectus javanicus). – Aber erst seit 1980 werden auf Vorschlag des US-amerikanischen Paläontologen Albert P. Santa Luca tatsächlich alle Homo-Funde aus Java als Homo erectus bezeichnet.

## Auswirkungen der Funde von Java
Nachdem die bis dahin ältesten Vormenschen-Fossilien auf Java und in den 1920er-Jahren bei Peking gefunden worden waren, setzte sich unter den Paläoanthropologen die Meinung durch, dass – wie ja schon 1868 von Ernst Haeckel vermutet – die Urmenschen sich in Asien entwickelt hatten. Ein 1924 in Südafrika entdecktes, wesentlich älteres Fossil (mehr als zwei Millionen Jahre) – genannt Kind von Taung und der neuen Gattung und Art Australopithecus africanus zugeordnet – wurde daher erst 1947 von den führenden Paläoanthropologen ihrer Epoche als Vorfahre des Menschen anerkannt. Erst danach gewann die Out-of-Africa-Theorie verstärkt Anhänger.
Einer Ende 2011 publizierten Studie zufolge waren in Sangiran bis dahin mehr als 80 Fossilien von Homo erectus geborgen worden, und zwar aus Fundschichten, die mit Hilfe der 40Ar-39Ar-Methode auf ein Alter von 1,51 bis 0,9 Millionen Jahre datiert wurden. Dieser Studie zufolge unterscheiden sich die Sangiran-Funde so deutlich von den jüngeren, als Peking-Menschen bezeichneten Fossilien, dass beide Homo-erectus--Populationen möglicherweise unabhängig voneinander – in zwei getrennten Wellen – von Afrika kommend in Asien eingewandert sind.

## Mögliche Weiterentwicklung
In einer detaillierten Studie über die morphologischen Besonderheiten des Schädels LB1 – des Holotypus von Homo floresiensis – wurde im Jahr 2011 die stammesgeschichtliche Herleitung dieses Fossils von den Java-Menschen als am ehesten wahrscheinlich ausgewiesen.
Im Jahr 2007 stieß ein Student, der fossile Muschelschalen untersuchte, im Naturkundemuseum Naturalis in Leiden auf eine dort deponierte Muschelschalen-Sammlung von Eugène Dubois, die aus der von Dubois so genannten Hauptknochenschicht stammte. Es stellte sich heraus, dass zahlreiche Schalen mit Hilfe eines spitzen Gegenstands durchbohrt worden waren, an Stellen, die dem Öffnen der Schalen von noch lebenden Muscheln dienten. Zudem wies eine Muschelschale mehrere zickzack-förmige Ritzungen auf; die Schalen wurden in die Zeit vor 540.000 bis 430.000 Jahren datiert, weswegen die Bohrungen und Ritzungen Homo erectus zugeschrieben wurden.

## Rekonstituierung
2022 erstellte die Regierung von Indonesien eine Liste von Artefakten, die aus den ehemaligen niederländischen Kolonien stammen, sich in niederländischen Museen befinden und an Indonesien zurückgegeben werden sollen. Auf der Liste befindet sich die komplette naturkundliche Sammlung von Eugène Dubois im Naturalis-Museum in Leiden, darunter Schädel und Oberschenkelknochen des Java-Menschen. Ein Sprecher von Naturalis erklärte, das Museum werde bei der Untersuchung des Ausschusses uneingeschränkt kooperieren. Man bezweifele jedoch, dass die Sammlung in Indonesien angemessen untergebracht werden könne.

## Belege
1. ↑  Gary J. Sawyer, Viktor Deak: Der lange Weg zum Menschen. Lebensbilder aus 7 Millionen Jahren Evolution. Spektrum Akademischer Verlag, Heidelberg, 2008, S. 117. Als „Mindestalter“ werden hier 700.000 Jahre, als – „möglicherweise zu hoch angesetzte“ – Obergrenze werden 1,5 Mio. Jahre ausgewiesen.
2. ↑  Franz Weidenreich: Some Problems Dealing with Ancient Man. In: American Anthropologist. Band 42, Nr. 3, 1940, S. 375–383 (hier: 383), Volltext. 
F. Gaynor Evens: The Names of the Fossil Men. In: Science. Band 102, Nr. 2636, 1945, S. 16–17 (hier: S. 17), doi:10.1126/science.102.2636.17.
3. ↑  Ian Tattersall: Masters of the Planet. The Search for Our Human Origins. Palgrave Macmillan, 2012, ISBN 978-0-230-10875-2, S. 89.
4. ↑  Susan C. Antón, Fred Spoor, Connie D. Fellmann und Carl C. Swisher III: Defining Homo erectus: Size Considered. Kapitel 11 in: Winfried Henke und Ian Tattersall (Hrsg.): Handbook of Paleoanthropology. Band 3, 2015, S. 1658, ISBN 978-3-540-32474-4.
5. ↑  The Java Man skullcap. Auf: talkorigins.org, eingesehen am 30. Juli 2018.
6. ↑  Shuji Matsu’ura et al.: Age control of the first appearance datum for Javanese Homo erectus in the Sangiran area. In: Science. Band 367, Nr. 6474, 2020, S. 210–214, doi:10.1126/science.aau8556.
7. ↑  Rainer Grün und Alan Thorne: Dating the Ngandong Humans. In: Science. Band 276, Nr. 5318, 1997, S. 1575–1576, doi:10.1126/science.276.5318.1575.
8. ↑  Etty Indriati et al.: The Age of the 20 Meter Solo River Terrace, Java, Indonesia and the Survival of Homo erectus in Asia. In: PLOS ONE. Band 6, Nr. 6, 2011, e21562, doi:10.1371/journal.pone.0021562.
9. ↑  Objekt des Monats November 2010. Aus dem Ernst-Haeckel-Haus Jena. (Memento vom 31. Januar 2016 im Internet Archive).
10. ↑  Charles Darwin: The Descent of Man, and Selection in Relation to Sex. London, John Murray, 1871, Band 1, S. 199: „In each great region of the world the living mammals are closely related to the extinct species of the same region. It is therefore probable that Africa was formerly inhabited by extinct apes closely allied to the gorilla and chimpanzee; and as these two species are now man's nearest allies, it is somewhat more probable that our early progenitors lived on the African continent than elsewhere.“
11. ↑  Ernst Haeckel: Natürliche Schöpfungsgeschichte. Gemeinverständliche wissenschaftliche Vorträge über die Entwickelungslehre im Allgemeinen und diejenige von Darwin, Goethe und Lamarck im Besonderen, über die Anwendung derselben auf den Ursprung des Menschen und andere damit zusammenhängende Grundfragen der Naturwissenschaft. Berlin, Georg Reimer, 1868, Kapitel 19 (Volltext.)
12. ↑  Friedemann Schrenk: Die Frühzeit des Menschen. Der Weg zu Homo sapiens. C. H. Beck, 1997, S. 81.
13. ↑  The Discovery of Java Man in 1891 (Memento vom 4. Juni 2011 im Internet Archive) Aus: Athena Review. Band 4, Nr. 1: Homo erectus.
14. ↑  Ian Tattersall: The Strange Case of the Rickety Cossack – and Other Cautionary Tales from Human Evolution. Palgrave Macmillan, New York 2015, ISBN 978-1-137-27889-0, S. 38.
15. ↑  Der Oberschenkelknochen wird heute von einigen  Forschern dem anatomisch modernen Menschen (Homo sapiens) zugeschrieben, siehe insbesondere Michael Herbert Day und Theya I. Molleson: The Trinil femora. In: M. H. Day (Hrsg.): Human Evolution. Symposia of the Society for the Study of Human Biology. Band 11, Taylor & Francis, London 1973, S. 127–154.
16. ↑  Eugène Dubois: Paleontologische onderzoekingen op Java. Verslag van het Mijnwezen, 3. Qu. 1892, S. 10–14 (erschienen 1893).
17. ↑  Eduard Pop, Sofwan Noerwidi und Fred Spoor: Naming Homo erectus: A review. In: Journal of Human Evolution. Band 190, 2024, 103516, doi:10.1016/j.jhevol.2024.103516.
18. ↑  Eugène Dubois: Pithecanthropus erectus: eine menschenähnliche Übergangsform von Java. Landes-Druckerei, Batavia, 1894, (Volltext).
19. ↑  Eugène Dubois: On Pithecanthropus erectus: A Transitional Form between Man and the Apes. In: Scientific Transactions of the Royal Dublin Society. Ser. 2, 6, 1896, S. 1–18.
20. ↑  Eugène Dubois: Pithecanthropus erectus, eine Stammform des Menschen. In: Anatomischer Anzeiger. Band 12, 1896, S. 1–22.
21. ↑  Eugène Dubois: On the Principal characters of the Cranium and the Brain, the Mandible and the Teeth of Pithecanthropus erectus. In: Koninklijke Akademie van Wetenschappen te Amsterdam (Hrsg.): Proceedings. Band 27, Nr. 3–4, 1924, S. 265–278.
 Eugène Dubois: Figures of the calvarium and endocranial cast, a fragment of the mandible and three teeth of Pithecanthropus erectus. In: Koninklijke Akademie van Wetenschappen te Amsterdam (Hrsg.): Proceedings. Band 27, Nr. 5–6, 1924, S. 459–464.
22. ↑  Biografie von Hans Virchow.
23. ↑  W. F. F. Oppennoorth: Homo (Javanthropus) soloensis: een plistocene mensch van Java. In: Wetenschappelijke medeligen Dienst van den Mijnbrouw in Nederlandsch-Indië. Band 20, 1932, S. 49 ff.
24. ↑  G. H. R. von Koenigswald: Ein fossiler Hominide aus dem Altpleistocän Ostjavas. In: De Ingenieur in Nederlandsch-Indie. IV. Mijbouw & Geologie, De Mijningenieur Jaargang III (8), S. 149–157
Zur Übersicht siehe: O. Frank Huffman et al.: Historical Evidence of the 1936 Mojokerto Skull Discovery, East Java. In: Journal of Human Evolution. Band 48, Nr. 4, 2005, S. 321–363, doi:10.1016/j.jhevol.2004.09.001.
25. ↑  zitiert nach: Stephanie Müller et al.: Sangiran II…. S. 31.
26. ↑  G. H. R. von Koenigswald: Fossil hominds from the lower Pleistocene of Java. In: Reports of the 18th session, International Geological Congress, Great Britain, 1948, part IX. London 1950, S. 59–61.
27. ↑  Eintrag Homo erectus auf: spektrum.de, Lexikon der Biologie, zuletzt abgerufen am 15. März 2022.
28. ↑  S. Sartono: Implications arising from Pithecanthropus VIII, in: Russell H. Tuttle (Hrsg.): Paleoanthropology: Morphology and Paleoecology. Mouton & Co. S. 328, ISBN 978-90-279-7699-4 bzw. De Gruyter Mouton (1975) in der Reihe: World Anthropology,  327–360, doi:10.1515/9783110810691.327.
29. ↑  Albert P. Santa Luca: The Ngandong fossil hominids: A comparative study of a far eastern Homo erectus group. Yale University, 1980.
30. ↑  Yahdi Zaim et al.: New 1.5 million-year-old Homo erectus maxilla from Sangiran (Central Java, Indonesia). In: Journal of Human Evolution. Band 61, Nr. 4, 2011, S. 363–376, doi:10.1016/j.jhevol.2011.04.009.
31. ↑  Yousuke Kaifu et al.: Craniofacial morphology of Homo floresiensis: Description, taxonomic affinities, and evolutionary implication. In: Journal of Human Evolution. Band 61, Nr. 6, 2011, S. 644–682, doi:10.1016/j.jhevol.2011.08.008.
32. ↑  Etchings on a 500,000-year-old shell appear to have been made by human ancestor. Auf: sciencemag.org vom 3. Dezember 2014.
33. ↑  Josephine C. A. Joordens et al.: Homo erectus at Trinil on Java used shells for tool production and engraving. In: Nature. Band 518, Nr. 7538, 2015, S. 228–231, doi:10.1038/nature13962.
34. ↑  Indonesia wants Java man back, committee to investigate claims. In: dutchnews.nl. 18. Oktober 2022, abgerufen am 14. November 2022 (englisch).